# Brian Ryckeman
Brian Ryckeman (Ostende, Bélgica, 13 de julio de 1984) es un nadador belga especializado en pruebas de larga distancia en aguas abiertas, donde consiguió ser subcampeón mundial en 2013 en los 25 kilómetros en aguas abiertas.

## Carrera deportiva
En el Campeonato Mundial de Natación de 2013 celebrado en Barcelona (España), ganó la medalla de plata en los 25 kilómetros en aguas abiertas, con un tiempo de 4:47:27.4 segundos, solo cuatro centésimas después que el alemán Thomas Lurz (oro con 4:47:27.0 segundos) y por delante del ruso Yevgueni Drattsev (bronce con 4:47:28 segundos).